# Tião Gomes
Sebastião Tião Gomes Pereira (Pombal,26 de janeiro de 1957) é um engenheiro agronômo e político brasileiro, filiado ao Partido Socialista Brasileiro (PSB) da Paraíba. Já foi prefeito do município de Areia por um mandato (1982-1988) e exerce pela sétima vez o cargo de deputado estadual.

## Controvérsias
Em outubro de 2022, afirmou que "pobre que vota contra Lula merece uma pisa".